# تل آنگوین
تل آنگوین مربوط به دوره ساسانیان - سده‌های اولیه دوران‌های تاریخی پس از اسلام است و در شهرستان پاسارگاد، بخش مرکزی، محله ی علی‌آباد، شمال باغات علی‌آباد واقع شده و این اثر در تاریخ ۲۶ اسفند ۱۳۸۶ با شمارهٔ ثبت ۲۱۹۰۶ به‌عنوان یکی از آثار ملی ایران به ثبت رسیده است.